# Épernay
Épernay [ˌe.pɛʀˈnɛ] ist eine Stadt in der Champagne in Frankreich, Hauptort des Arrondissements Épernay im Westen des Départements Marne.
Sie hat 22.022 Einwohner (Stand 1. Januar 2022), etwa 34.000 mit umliegenden Siedlungen. Die Bewohner von Épernay werden auf Französisch Sparnaciens genannt, diese Bezeichnung basiert auf dem lateinischen Namen der Stadt Sparnacum.
Épernay befindet sich im Weinbaugebiet Valleé de la Marne und ist neben Reims das Hauptzentrum der Champagner-Produktion. Aus diesem Grund ist auch das Comité Interprofessionnel du Vin de Champagne hier ansässig.
Die Stadt ist mit dem Regionalen Naturpark Montagne de Reims als Zugangsort assoziiert.

## Geschichte und Verkehr
Schon für die merowingischen Könige Childebert und Chilperich soll Épernay zwischen 533 und 562  ein bedeutender Ort gewesen sein, auch wenn Urkunden von ihnen nicht erhalten sind. Im Testament des Reimser Bischofs Remigius (frz. Saint-Rémi) heißt er „Sparnacus“. 826 gab Kaiser Ludwig der Fromme dem Bischof von Reims „Sparnacum“ zurück (Regesta Imperii I, 836). 843 schenkte König Karl II. (der Kahle) den Ort einem Getreuen und verfügte 845, dass der Ort nicht mehr dem Getreuen, sondern der Reimser Kirche gehören sollte (Regesta Imperii I, 372 + 495). Seinen historischen Höhepunkt erlebte Epernay, noch immer „Sparnacum“ genannt, im Jahr 846, als König Karl der Kahle mehrere Wochen hier verweilte und hier sogar eine Reichsversammlung abhielt (Regesta Imperii I, 528; Annales Bertiniani; Fievet 1920). 1024 kam Epernay an die Grafen der Champagne (Ducouret 2010). 1184 und 1185 bestätigten zwei Urkunden das Papstes Lucius III. dem Abt von Epernay Rechte und Güter (Regesta Imperii IV, 1899 + 2409). Erst ab dem 13. Jahrhundert begann der Ortsname in den Urkunden mit „E“ (Esparnai, Espernai, Espargnai usw.). 1229 wurde Epernay in einem Krieg verfeindeter Grafen abgebrannt (Nicaise 1858).
1854 wurde die Stadt zu einem der ersten großen Eisenbahnknotenpunkte Frankreichs, als die Strecke Épernay-Reims von der Magistrale Paris-Strasbourg abzweigte. Mit der Eröffnung der TGV-Bahnhöfe des Reseau de l’Est, insbesondere des Bahnhofs Champagne-Ardenne im Jahre 2007, hat der Bahnhof stark an Bedeutung verloren. Vor allem die direkten Expresszüge von Paris über Épernay und Châlons nach Metz verkehren nicht mehr. In Epernay befand sich auch die Zentralwerkstatt der französischen Ostbahn, in der auch Lokomotiven gebaut wurden. Zwischen 1856 und 1930 wurden hier 765 Lokomotiven gebaut. Darunter befanden sich die Crampton-Lokomotiven, die Lokomotiven der Baureihe 800 mit Flamankessel und etwa 230 Verbunddampflokomotiven, die während des Ersten Weltkrieges gebaut wurden.
Nach der Befreiung Frankreichs am Ende des Zweiten Weltkriegs brachen die sozialen Spannungen wieder verstärkt hervor. Im April 1948 griffen Anhänger des PCF-Politikers Maurice Thorez in Épernay eine Veranstaltung der gaullistischen Partei RPF an. Fünf Personen wurden verletzt.

## Bevölkerungsentwicklung
| Jahr                       | 1962   | 1968   | 1975   | 1982   | 1990   | 1999   | 2006   | 2018   |
| -------------------------- | ------ | ------ | ------ | ------ | ------ | ------ | ------ | ------ |
| Einwohner                  | 21.882 | 26.583 | 29.677 | 27.668 | 26.682 | 25.844 | 24.591 | 22.330 |
| Quellen: Cassini und INSEE |        |        |        |        |        |        |        |        |

## Sehenswürdigkeiten

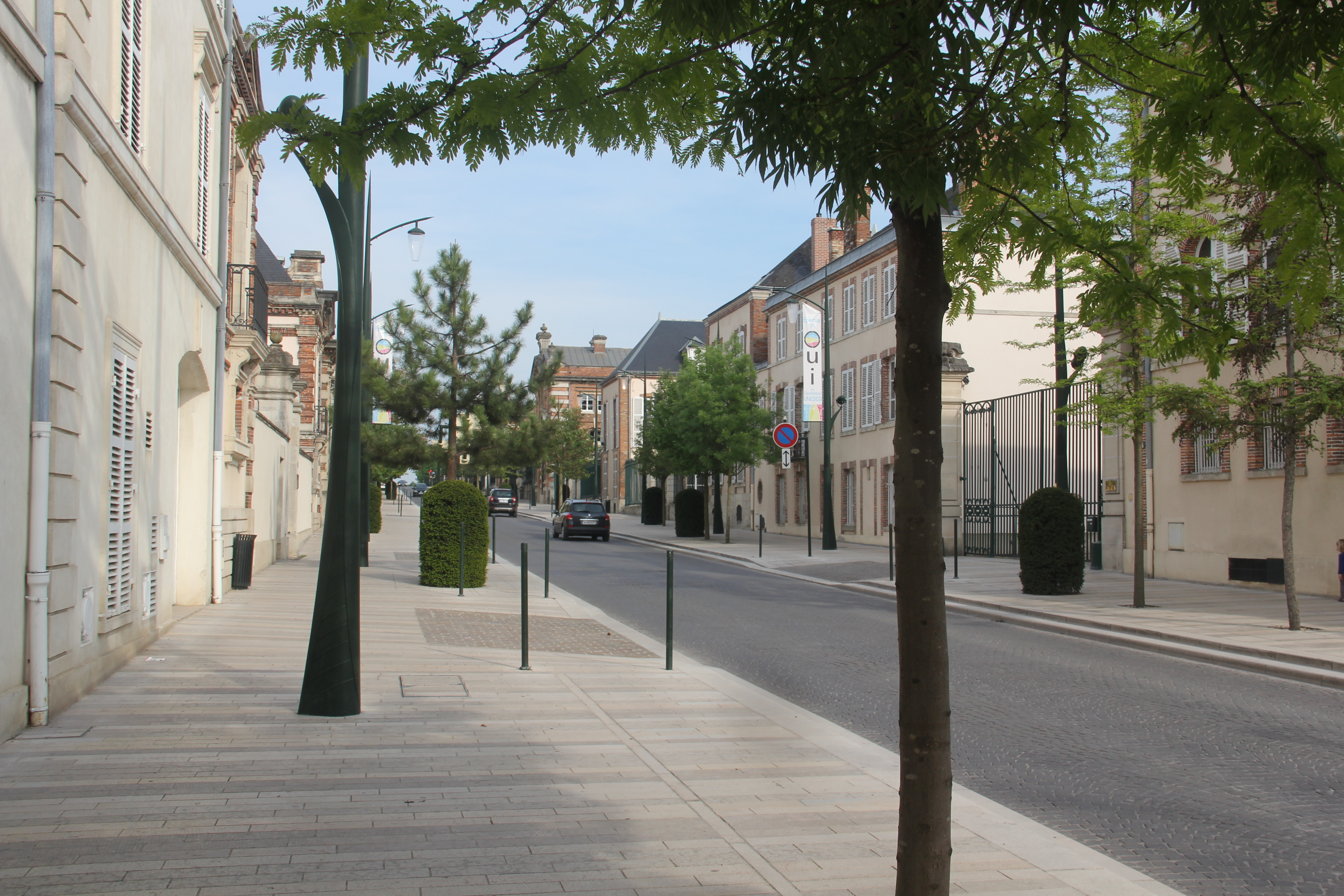
Avenue de Champagne

Sehenswert sind die Avenue de Champagne mit Stadtpalais und Bürgerhäusern, die zum Teil große Namen des Champagner-Handels beherbergen. Sie begründen den Anspruch Épernays, die eigentliche Hauptstadt der Champagne zu sein. In die Kalkfelsen wurden große Stollen getrieben, die den großen Handelshäusern der Champagne als Weinkeller dienen. Allein die Länge der Stollen des bekannten Hauses Moët & Chandon beträgt ca. 110 Kilometer.

## Städtepartnerschaften
- Ettlingen (Deutschland)
- Clevedon (Großbritannien)
- Fada N’Gourma (Burkina Faso)
- Middelkerke (Belgien)
- Montespertoli (Italien)
- Löbau (Deutschland)

## Persönlichkeiten
- Henri Victor Varnier (1859–1902), Geburtshelfer und Radiologe
- Gabrielle Dorziat (1880–1979), Schauspielerin
- Jean Thorailler (1888–1957), Wasserballspieler und Schwimmer
- Bernard Grobot (1949–1997), Autorennfahrer
- Yohann Diniz (* 1978), Läufer
- John Gadret (* 1979), Radrennfahrer
- Wesley Lautoa (* 1987), Fußballspieler
- Alex Vanopslagh (* 1991), dänischer Politiker